# Bloke (khu tự quản)
Khu tự quản Bloke (phát âm [ˈbloːkɛ]; tiếng Slovene: Občina Bloke) là một khu tự quản ở Slovenia. Ban đầu là một khu tự quản, nó đã được ghép vào khu tự quản Cerknica vào năm 1955 và sau đó được ghép vào khu tự quản Loška Dolina vào năm 1995 sau khi tách ra khỏi Cerknica. Nó đã được tái thành lập là một khu tự quản năm 1998.

## Tên gọi
Khu tự quản Bloke được đặt theo tên của cao nguyên đá vôi Bloke, nơi mà có 45 khu định cư nằm rải rác. Tên Bloke lần đầu tiên được sử dụng trong các nguồn văn bản trong năm 1230 là Oblach (và như Oblukch năm 1260, Oblakh trong năm 1360, và Obloc năm 1581). Những bản ghi chép ban đầu chỉ ra rằng tên ban đầu là *Obloke, có lẽ xuất phát từ cụm giới từ * ob(ь) lǫky hoặc *ob(ь) lǫkaxъ.

## Đường dẫn ngoài
- Tư liệu liên quan tới Municipality of Bloke tại Wikimedia Commons
- Trang web chính thức của khu tự quản (tiếng Slovenia)
- Khu tự quản Bloke Lưu trữ ngày 20 tháng 6 năm 2012 tại Wayback Machine. Bản đồ và thông tin. Geopedia.si